# امنابس
امنابس (به انگلیسی: Ammenabath) یک منطقهٔ مسکونی در هند است که در تامیل نادو واقع شده‌است.

## خصوصیات
امنابس ۵۲۶ نفر جمعیت دارد.